# Neste

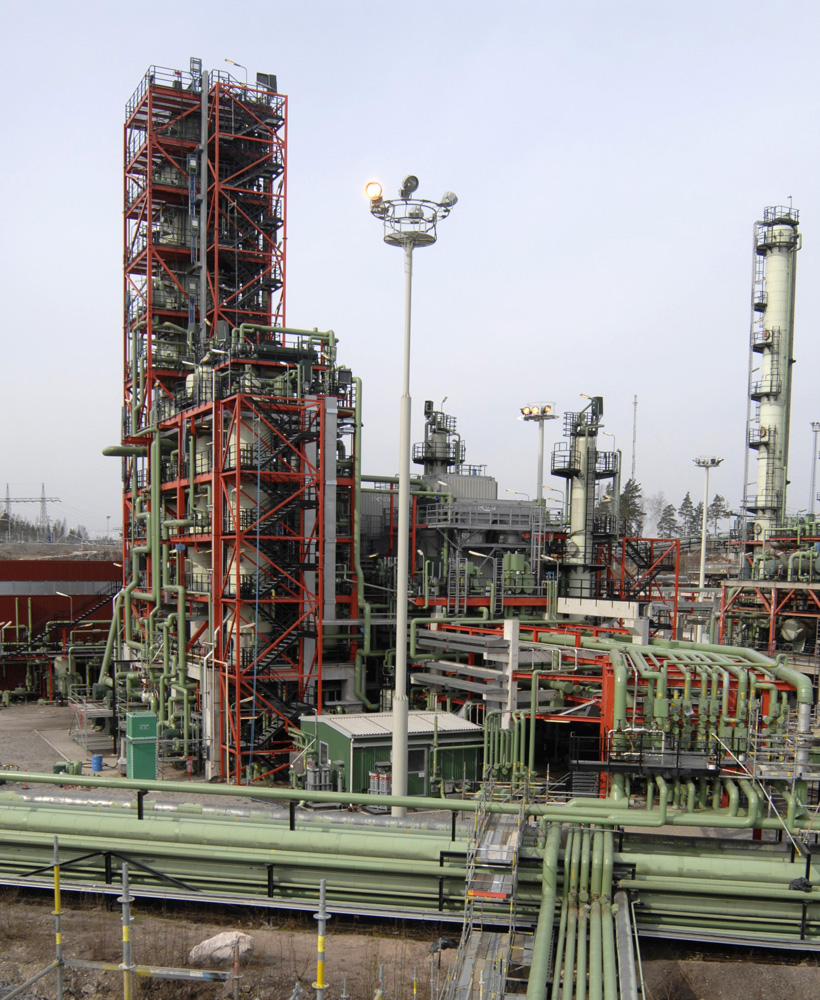
Refinería de Neste Oil en Porvoo.

Neste es una empresa petrolera y de comercialización finlandesa, dedicada principalmente a la producción de combustibles para el transporte y otros productos derivados del petróleo. Las acciones de Neste Oil se cotizan en la Bolsa de Helsinki.

## Historia
Neste fue establecida en 1948 como la compañía petrolera estatal de Finlandia, para asegurar la disponibilidad de combustible. Esto implicó la construcción de refinerías y el desarrollo de la tecnología necesaria. Desde su fundación hasta la liberalización del mercado en 1990, Neste mantuvo el monopolio de importación de petróleo dentro del país. La infraestructura de transporte de petróleo en Finlandia fue construida por y es propiedad de Neste, y las estaciones de gasolina obtienen los combustibles de Neste, aunque el monopolio ya no es sancionado por el gobierno.
En la década de 1970, Neste introdujo la petroquímica y la producción de plásticos y gas natural a Finlandia. En 1994, la compañía estableció Gasum, en conjunto con Gazprom, con una participación del 25% de las acciones. En 1994, la producción de poliolefinas se separó en Borealis, una joint venture con la noruega Statoil. En 1998, el 50% de las acciones de Neste en Borealis fue vendido a OMV AG e IPIC.
En 1998, Neste se fusionó con la compañía eléctrica Imatran Voima Oy para crear Fortum Oyj. Después, las operaciones químicas de Neste fueron transferidas a una nueva empresa, que fue vendida al fondo de inversión IK Investment Partners por alrededor de 535 millones de euros.
La división de ingeniería Neste Jacobs se estableció en conjunto con la estadounidense Jacobs Engineering en 2004. En 2005, la división de petróleo de Fortum fue separada para restablecer Neste Oil. El Estado de Finlandia mantiene la participación mayoritaria (50,1%) en la empresa.

## Actividades
Neste cuenta con tres áreas de negocio:
- productos derivados del petróleo;
- combustibles de petróleo al por menor; y
- combustibles renovables.

Se produce, refina y comercializa productos y servicios de envío de petróleo y de ingeniería, así como tecnologías de producción bajo licencia. Sus principales productos son gasolina, diésel, combustible de aviación, combustible marino, combustible de calefacción, aceites pesados, lubricantes, componentes de tráfico de combustible, disolventes, GLP y betún.
Neste Oil posee la mayor cadena finlandesa de estaciones de servicio con una cuota de mercado del 40%. Cuenta con cerca de 900 estaciones de servicio en Finlandia, y cerca de 240 estaciones en los países bálticos, Polonia y Rusia. Cuenta, además, con dos refinerías de petróleo de tamaño en Naantali y cerca de Porvoo, así como varias operaciones en la región del Báltico y los Estados Unidos. Es prácticamente un monopolio en la refinación de petróleo y la importación en Finlandia.
La división de ingeniería de Neste tiene el nombre de Neste Jacobs ya que es un joint venture con la organización estadounidense Jacobs Engineering. Neste posee varias patentes importantes, entre las que se encuentra una tecnologías para producir MTBE y la tecnología NExOCTANE, que permite readaptar plantas de MTBE para producir isooctano. Esta última tecnología es licenciada a Halliburton. Neste también ha desarrollado la producción de diésel renovable a través de una tecnología conocida como NExBTL.

### NExBTL
El diésel NExBTL es una parafina combustible producida a través de una tecnología patentada que implica la hidrogenación catalítica directa de aceites vegetales, y no por medio de la transesterificación de los aceites, como el biodiésel común.
En 2007, se instaló la primera planta de diésel renovable con una producción anual de 170 mil toneladas, ubicadas en la refinería de Porvoo. Dicha planta produce el 6.8% del consumo de diésel en Finlandia (2.5 millones de toneladas). Otra planta de la misma capacidad fue establecida en Porvoo en 2009.
Entre 2007 y 2011, Neste Oil, el Transporte Regional de Helsinki, VTT Technical Research Centre of Finland y Proventia realizaron un experimento con el diésel renovable NExBTL, de manera que la flota de autobuses sustituyó en un 100% el uso de petrodiésel por NExBTL en la Región de Helsinki. El ensayo, que fue la prueba más grande en campo de un biocombustible producido a partir de materias primas renovables en todo el mundo, fue un éxito: las emisiones locales se redujeron significativamente, con la disminución de las emisiones de partículas en un 30% y las emisiones de óxido de nitrógeno en un 10%, con un rendimiento excelente y sin problemas con los convertidores catalíticos durante el invierno.
En 2010, Neste completó su tercera planta de diésel renovable, con un valor de €550 millones de euros, la cual se localiza en Singapur. Dicha planta, tiene una capacidad de producción de 800 mil toneladas anuales, lo que la convierte en la mayor planta de diésel renovable en el mundo. Una cuarta planta de la misma capacidad fue puesta en funcionamiento en Róterdam en 2011.

### Otros proyectos
Entre 2009 y 2011, Neste y Stora Enso establecieron un joint venture para producir diésel renovable a partir de biomasa de madera con gasificación y catálisis Fischer-Tropsch, en Varkaus, Finlandia. Dicho proyecto fue cesado en 2012 dado los altos costos y la falta de inversión pública
Neste produce ETBE, que es un componente importante de la mezcla en la gasolina y un agente antidetonante a partir del bioetanol. Debido a que se produce a partir de isobuteno de origen petroquímico y etanol de origen biológico, es parcialmente un biocombustible. Se puede mezclar con la gasolina y no tiene los problemas específicos de bioetanol (tales como higrometría).
Neste Oil es también el patrocinador principal del Campeonato Mundial de Rally de Finlandia.

## Crítica
El uso de cualquier aceite de palma como materia prima y los planes de Neste Oil para convertirse en el líder mundial en biodiésel a partir de este aceite ha sido protestado por Greenpeace. Neste Oil, entre otros, ha sido acusado de comprar aceite de palma de IOI Group, empresa presuntamente responsable de la deforestación ilegal.
Debido a ello, Neste Oil ha sido blanco de ataques sostenidos por Greenpeace, incluidas las campañas de publicidad donde en enero de 2011, Neste Oil ganó el premio Public Eye a la compañía menos halagadora, en Davos, Suiza y una página web parodia, que Neste intentó cerrar. La Organización Mundial de la Propiedad Intelectual rechazó la reclamación por parte de Neste sobre el uso de marca comercial, ya que la página es no comercial, no da ningún beneficio económico, no es engañosa y las empresas tienen que aceptar la crítica como parte de la libertad de expresión.
Neste Oil ha respondido a las críticas señalando que sigue siendo el mayor consumidor de aceite de palma certificado en el mundo, y se ha comprometido a utilizar sólo aceite de palma certificada para el año 2015.